# Mietshaus Bürgerwiese 18a
Das Mietshaus An der Bürgerwiese 18a (laut Literatur auch Lange Straße 30) in Dresden wurde 1870 bis 1872 von den Architekten Oswald Haenel und Bruno Adam erbaut. Bei dem Luftangriff auf Dresden 1945 wurde das Gebäude zerstört.
Das in den „Architekturformen französischer Renaissance“ errichtete, palaisartige, herrschaftliche Wohnhaus wurde als viergeschossiger Bau in einer geschlossenen Blockrandbebauung errichtet. Es hatte eine asymmetrisch gegliederte Fassade mit einer Frontlänge von sechs Fensterachsen. Während die Obergeschosse anderer Häuser meist verputzt worden waren, bestanden hier die Fassaden aller vier Geschosse aus „rein bearbeitetem“ Sandstein. Höheren Bauaufwand zeigen auch eine prächtige Loggia und ein Erker an der Straßenfassade.